# Cactus Jack
Кактус Џек (енгл. Cactus Jack) српски је рок бенд из Панчева.

## Историјат

### 1988—2012.
Бенд је првобитно назван Карамба, а формиран је крајем 1998. године од стране Стевана Бирака (гитара), Миодрага Крудуља (бас гитара), Владимира Јездимировића (вокал) и Душана Гњидића (бубњар, бивши члан бенда Контрабандa). Током почетка рада, бенд је углавном изводио музичке нумере из филмовима Квентина Тарантина. Године 1999. усвојили су своје садашње име, Кактус Џек.
Први албум бенд је објавио у фебруару 2002. године, под називом DisCover, на којем су се нашле песме разних рок извођача. Током 2002. године наступали су неколико пута као предргрупа бенда Рибља чорба. Године 2003. бенд је објавио ЕП Град на којем се налазе три песме — Град, Године за плакање и Некада, за коју је снимљен и видео-спот. У мају 2003. године бенд је објавио уживо албум под називом Deep Purple tribute. Нови члан бенд Зоран Самуилов свирао је клавијатуре, док су се као гостујући музичари појавили Влада Јанковић Џет, Мирослав Милатовић Вицко и Владан Вучковић Паја. На концерту у Београду, 7. децембра 2003. године наступали су као предгрупа бенду Дип перпл, а након тога посветили раду на ауторским песмама. Исте, 2003. године бенд је наступао на Егзит фестивалу и Београдском фестивалу пива и имао више од 70 свирки.
Године 2004. објавили су први студијски албум под називом . У октобру 2005. године објавили су албум Mainscream, а песме на албуму поред хард рок, садрже и елементе павер поп жандра.

### 2012—2015.
Почетком 2010. године Јездримировић је напустио бенд, а заменила га је вокалисткиња Бојана Рацић, са којом се бенд окренуо поп рок и фанк рок звуку. Са Бојаном Рацић, бенд је снимио обраде неколико поп песама. Бенд је 21. децембра 2013. године прославио 15 година постојања концертом у Културном центру Панчево, а специјални гост на концерту био је Владимир Јездимировић.
У априлу 2015. године бенд је наступао у новој постави, са Стеваном Бираком на гитари, Миодрагом Крудуљем на бас гитари, Пајом Богдановићем као вокалистом, чланом Каризме Драганом Живковићем и чланом бенда Alogia, Младеном Гошићем на клавијатурама.

## Дискографија

### Студијски албуми
- (2004)
- (2005)

### ЕПови
- Grad (2003)

### Уживо албуми
- (2002)
- (2003)

### Гостовање на албумима и компилацијама
- Varios — Дани панчевачког рокенрола, са песмом Колико пута на дан (2013)